# Montenegros historia

Montenegros flagga sedan 2004.

Denna artikel behandlar Montenegros historia.

## Antiken
Innan slavernas ankomst till Balkanhalvön var området som idag utgör Montenegro en del av Romerska riket och dess provins Illyricum.

## Medeltiden
I mitten av 1000-talet fick flera riken självständighet från Bysans; området som skulle bli Montenegro blev då en del av kungadömet Duklja. År 1186 införlivades Duklja som en provins i det serbiska kungadömet av storfursten Stefan Nemanja. En senmedeltida föregångare till dagens Montenegro var det serbiska furstendömet Zeta, som blev självständigt från Serbien 1371, även om det redan sedan 1356 hade haft visst självstyre under furst Balša I. Området erövrades av Osmanska riket år 1496, men behöll ett visst självstyre.
Sedan huset Crnojević på 1500-talet utslocknat blev Montenegro under flera århundraden ett slags teokratiskt valrike under den folkvalde biskopen i Cetinje (vladyka) och en honom underlydande guvernör.

## 1600-talet till självständigheten 1878

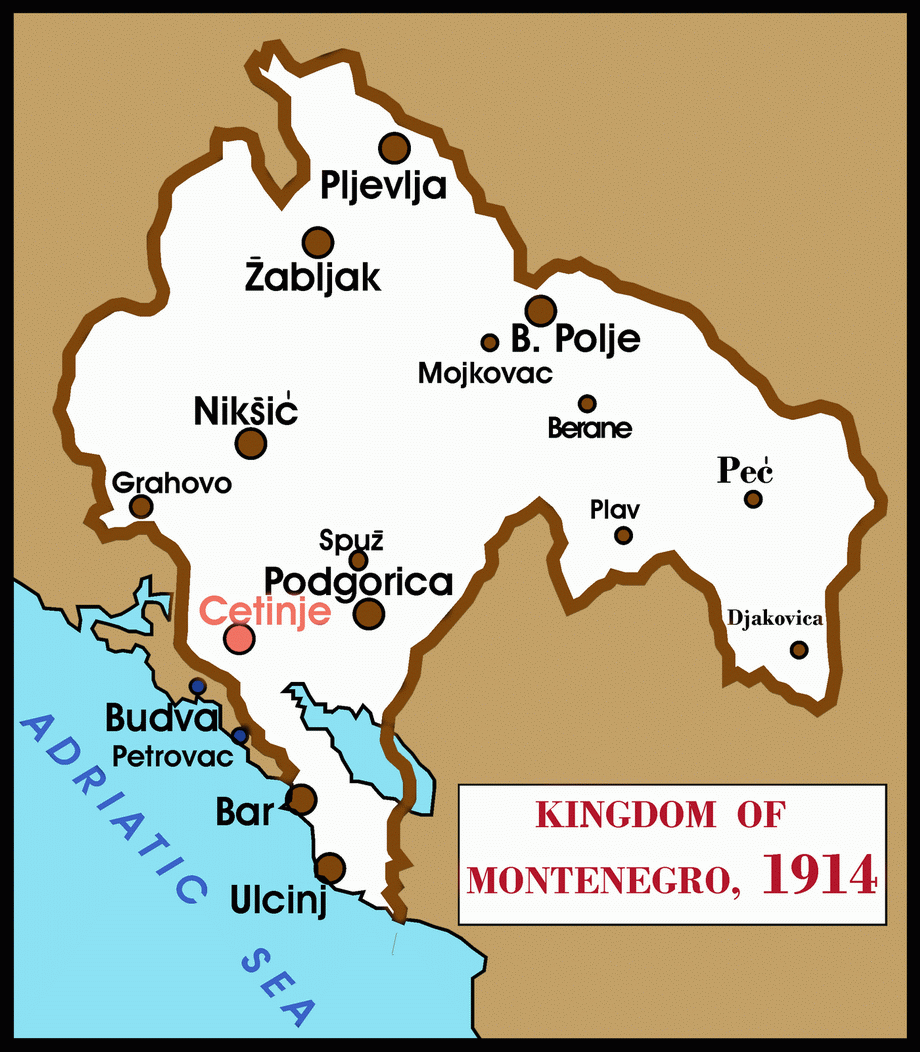
Kungariket Montenegro 1914.

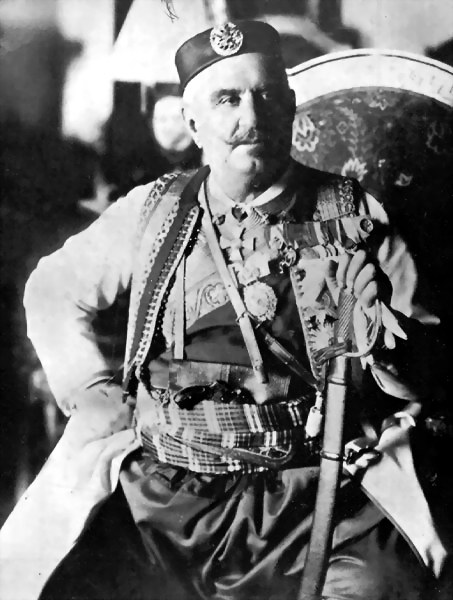
Kung Nikola I.

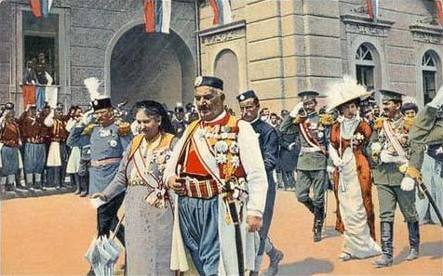
1910 utropades Monarkin i Montenegro, Kung Nikola I.

En av de egentliga grundläggarna av Montenegro var den montenegrinska biskopen Danilo Petrović-Njegoš (1697-1735), som avskaffade den folkliga valrätten, så att varje vladika, furstbiskop, själv fick utse sin efterträdare. Därefter kom huset Petrović-Njegoš regera i Montenegro fram till 1918, då landet ockuperades av Serbien. Danilo hade nära förbindelser med Ryssland och på så sätt fick landet sin framtida inriktning.
Bland härskarna märks Peter I, som var regerande biskop 1781-1830 samt dennes brorson Peter II (1813-1851; regerande biskop 1830-1851). Peter II efterträddes av sin brorson Danilo I (född 1826, furste från 1851). Under hans regeringstid genomfördes såväl administrativa som militära reformer. Han avskaffade vladyka-ämbetets andliga karaktär och 1852 antog han titeln knjaz (furste). Danilo blev dödligt sårad den 12 augusti 1860 av den landsförvisade montenegrinen Todor Kadić och avled påföljande dag. Danilo var sedan 1855 var gift med Darinka Kvekić (död 1892) men hade ingen son. Han efterträddes av sin brorson, Nikola I.

## Montenegro självständigt
Under Nikola I erhöll Montenegro 1868 en konstitution, och 1873 upprättades en ministär. Efter en längre tid av krig med Osmanska riket där Montenegro bland annat stödde upproren i Bosnien och Hercegovina förklarades självständigt från Osmanska riket vid Berlinkongressen 1878. Montenegro erhöll samtidigt en betydande territoriell utvidgning. Montenegro fick hamnen i Bar och hade nu tillgång till havet för första gången. 
En ny konstitution skrevs 1905 och den 28 augusti 1910 utropades Europas yngsta monarki och Nikola I kröntes kung. Nikola var en utpräglad personlighet och styrde i mångt och mycket under sin regeringstid själv landet. Nikolas enväldesstyre trots den på papperet gällande konstitunalismen i landet skapade flera gånger konflikter mellan honom och parlamentet, men han lyckades trots detta behålla sin popularitet ända fram till nationens undergång på grund av Första världskriget.
Genom Rysk-turkiska kriget 1877-78 vann han genom egna framgångar och Rysslands stöd erkännande av sitt lands oberoende. Utrikespolitiskt anslöt sig Nikola I till Ryssland, vilket gav landet betydande politiska fördelar, och även ett starkt ekonomiskt bistånd. 1910 antog Nikola kungatitel. Under Balkankrigen deltog han med framgång, och avgav redan i oktober 1912, före sina allierade på egen hand en krigsförklaring mot Turiket. Nikolajs envisa kvarhållande av Skutari som han under kriget erövrat ledde våren 1913 till en konflikt med de europeiska stormakterna. När även Ryssland övergav sitt stöd för Nikolas expansionsförsök tvingades han till sist vika sig.
Landet utvidgades genom framgången i Balkankrigen 1913 men led svårt i första världskriget mot den österrikiska armén då man ställt upp på Serbiens sida i kriget. Den serbiska armén drev ut österrikarna i slutet av kriget och ockuperade Montenegro den 29 november 1918.

## Montenegro som del av Jugoslavien
En montenegrinsk församling röstade för att återförenas med Serbien den 1 december samma år och landet kom senare ingå som en del av kungariket Jugoslavien. 
Under andra världskriget hamnade Montenegro under italiensk ockupation från 1941 och under en period under tysk ockupation. Efter andra världskriget blev Montenegro en delrepublik i den socialistiska federativa republiken Jugoslavien. I Jugoslavien tillhörde Montenegro de industriellt minst utvecklade delarna. Stora industrisatsningar genomfördes, det största i stålverket i Jugoslavien. 1976 fick landet för första gången en järnvägsförbindelse till övriga Jugoslavien genom sträckan Bar–Belgrad.

## Jugoslaviska krigen
I samband med Jugoslaviens upplösning i början av 1990-talet var Montenegro den enda delrepublik, förutom Serbien som inte bröt med federationen och förklarade sin självständighet. Att Slovenien, Kroatien, Bosnien-Hercegovina och Makedonien valde att lämna federationen motsattes hårt av den dåvarande centralregeringen i Belgrad. Flera krig följde på upplösningen av Jugoslavien. Dessa krig brukar i folkmun kallas för de jugoslaviska krigen och Montenegro var tillsammans med Serbien en stridande part i samtliga krig (utom den väpnade konflikten i Makedonien). Montenegrinska soldater deltog bland annat i belägringen av Dubrovnik 1991–1992.

## 2000-talet
I början av 2000-talet frigjorde sig Montenegro emellertid alltmer från Serbien, och i februari 2003 ersattes federationen Jugoslavien med den lösa statsunionen Serbien och Montenegro. Montenegro tog därefter ytterligare symboliska steg mot ökad självständighet genom införandet av ny flagga och nationaldag 2004. I maj 2006 röstade det montenegrinska folket slutligen för att bryta unionen med Serbien och att förklara sig helt självständiga. Den 3 juni förklarade sig Montenegro självständigt; den 5 juni förklarade sig Serbien i sin tur självständigt från unionen, som därmed upplöstes, och den 15 juni erkändes Montenegros självständighet av Serbien. Den 28 juni blev Montenegro upptaget som medlem av FN.
Montenegro skrev under EU:s stabiliserings- och associationsavtal den 15 mars 2007 och väntas tas upp som ett officiellt kandidatland för att gå med i EU.